# Брадати дракони
Брадати дракони, още брадати гущери (Pogona), са австралийски род влечуги от семейство агамови (Agamidae), състоящ се от седем вида. Името на рода е в резултат на характерната торбичка в областта на шията, която при опасност или през брачния период набъбва и придобива черен цвят. Така наподобява на брада на фона на основния цвят на влечугото.

## Разпространение и местообитание
Видовете от рода са представители от Австралийския континент. Обитават безводни, скалисти, полупустинни територии и сухи гористи местности. Брадатите дракони са умели катерачи, прекарват времето си по клоните и в близост до човешките местообитания. Видовете от рода Pogona обичат сутрин и следобед да се препичат върху скали и издадени клони.

## Видове
- Pogona barbata
- Pogona henrylawsoni
- Pogona microlepidota
- Pogona minima
- Pogona minor
- Pogona nullarbor
- Pogona vitticeps

## Физическо описание
Характерни за тях са завършващите с игли люспи, разположени в редици и на снопове. Такива люспи имат по гърлото, което издуват, когато се почувстват застрашени, както и по задната част на главата. Въпреки че не са особено остри, брадатият дракон ползва тези люспи-игли, за да плаши нападателите си. Брадатите дракони ползват и характерни жестове подобни на помахване с ръка и поклони с главата, с което показват едни на други подчинение. Способни са да променят цвета си по време на съперничеството между мъжките в периода на чифтосване, както и като отговор на температурни промени и други стимули. Например, могат да сменят цвета си на черен, за да абсорбират по-добре слънчевата светлина.
На размери нарастват до около 30 – 45 cm. Имат широки, триъгълни глави и сплеснати тела, възрастните достигат около 40 – 60 cm заедно с опашката и тегло от 350 – 600 g.

## Хранене
Типичната диета на отглеждания в изкуствена среда брадат дракон се състои основно от зелени листа, зеленчуци и нецитрусови плодове, редовно допълвани от насекоми. Щурците са най-разпространеният избор на насекоми за менюто му, но също и ларви на Hermetia illucens, скакалци, червеи Zophobas morio, восъчни червеи, копринени буби, чилийски молци, брашнени червеи, както и някои видове хлебарки. Младите екземпляри се нуждаят от много по-голям дял насекоми в менюто си от по-възрастните.
Подходящи зелени растения са пролетна салата, листа от ряпата, синап, магданоз, листа на моркови. Брадатите дракони ядат още тиква, зелен грах, моркови, гулия, червено цвекло, люцерна, целина, розмарин, риган и босилек. Сред цветята подходящи са листата на глухарчето, латинката, хибискуса, теменужките, венчелистчетата от карамфил и роза. Подходящи плодове са гроздето, ягодите, малините, ябълките, крушите, прасковите, пъпешът, папаята, боровинките и мангото.

## Отглеждане в плен
Някои представители на рода, по-специално видът Pogona vitticeps, често се отглеждат като домашни любимци и биват излагани в зоопарковете.
Те са популярни сред децата, заради приветливия им спокоен характер, както и относително лесния начин за отглеждането им.

### Опасни и отровни храни
Не се препоръчват уловени в природата насекоми, тъй като при тях е по-висок рискът от паразити и вируси. Светулките и други насекоми, съдържащи биолуминесцентни химикали са смъртоносни за брадатите дракони. Всякакви храни, съдържащи фибри в големи количества, са противопоказни, тъй като разрушават калция, който е жизненоважен за растежа на здрави кости и люспи у агамите.